# Virginija
Virgínija (angleško Virginia) je ena od izvirnih trinajstih kolonij ZDA, ki se je uprla britanski nadvladi v ameriški revoluciji. V splošnem jo uvrščajo med države Ameriškega Juga. Njeno uradno ime je Zveza Virginije in je ena od štirih zvez od petdesetih ameriških zveznih držav.

## Zgodovina
Kentucky in Zahodna Virginija sta bila del Virginije v času ustanovitve ZDA, vendar so  Kentucky leta 1792 sprejeli za člana federacijev kot samostojno državo, Zahodna Virginija pa se je odcepila od Virginije med ameriško državljansko vojno.